# Meridian (Teksas)
Meridian je grad u američkoj saveznoj državi Teksas. Prema popisu stanovništva iz 2010. u njemu je živjelo 1.493 stanovnika.